# Onespa nubis
Onespa nubis är en fjärilsart som beskrevs av Stephen R. Steinhauser 1974. Onespa nubis ingår i släktet Onespa och familjen tjockhuvuden. Inga underarter finns listade i Catalogue of Life.